# ハリケーン・ネイト
ハリケーン・ネイト（Hurricane Nate）は、2017年10月にコスタリカとアメリカ合衆国南東部を襲ったハリケーン。

## 概要

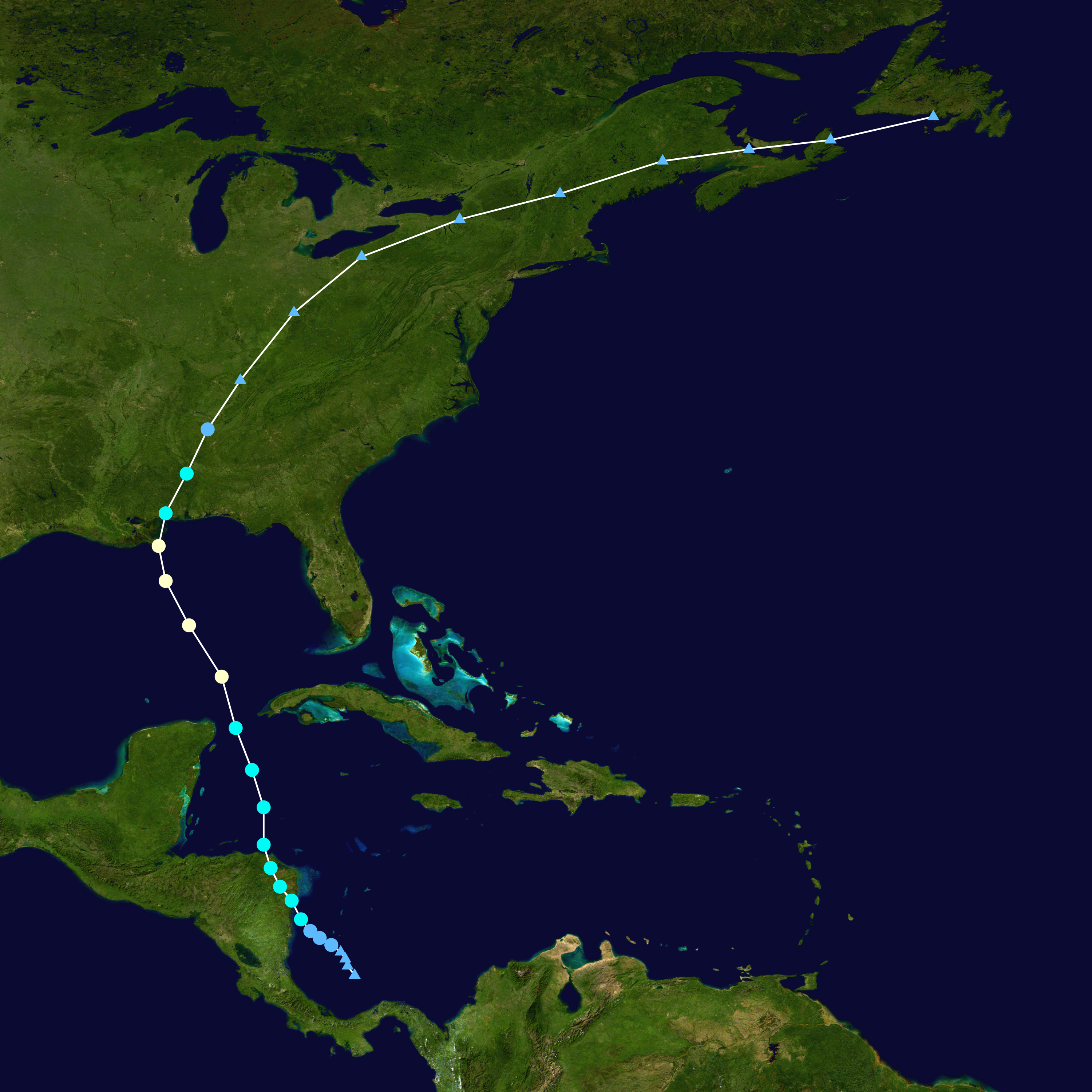
進路図

ネイトは7日夜、アメリカ・ルイジアナ州南東部のミシシッピ川河口付近に上陸した。上陸時点での勢力はカテゴリー1で、最大瞬間風速はおよそ40m/sであった。
国際名Nateは、この年限りで引退となった。代わりにNigelという国際名に変更となった。